# Rhabdolepis
Rhabdolepis es un género extinto de peces osteíctios prehistóricos de la familia Rhabdolepididae, del orden Palaeonisciformes. Este género marino fue descrito científicamente por Troschel en 1857.

## Especies
Clasificación del género Rhabdolepis:
- † Rhabdolepis Troschel 1857
  - † Rhabdolepis macropterus (Bronn, 1829)